# Don Lemon
Donald Carlton Lemon (Baton Rouge, 1 de marzo de 1966) es un periodista estadounidense.

## Biografía
Nacido en Baton Rouge, Luisiana, en sus inicios como periodista fue presentador de programas informativos de fin de semana en medios locales de Alabama y Pensilvania. Después se desempeñó como corresponsal de noticias para la NBC en programas como Today y NBC Nightly News, tras lo cual se incorporó a la CNN en 2006, también como corresponsal. Más tarde alcanzó el reconocimiento como presentador de CNN Tonight a partir de 2014. Ha recibido un Premio Edward R. Murrow y tres Premios Emmy regionales.

### Despido de CNN
El 24 de abril de 2023, Lemon escribió en un comunicado publicado en Twitter que CNN lo había despedido.  Escribió que el despido había sido una sorpresa y que los ejecutivos de la red no se habían puesto en contacto con él en persona, sino que se lo habían informado a través de su agente. Según el New York Times, los encargados de la reserva de CNN habían tenido dificultades para contratar invitados para que aparecieran al aire con Lemon, y las encuestas habían demostrado que su popularidad entre los espectadores había disminuido.

### Plano personal
Lemon es abiertamente gay y actualmente tiene una relación con el agente inmobiliario Tim Malone.

## Obras publicadas
- Transparent. Farrah Gray Publishing, Inc.
- This Is the Fire: What I Say to My Friends About Racism. Little, Brown and Company.